# Psaltica cerozona
Psaltica cerozona är en fjärilsart som beskrevs av Edward Meyrick 1914. Psaltica cerozona ingår i släktet Psaltica och familjen praktmalar, Oecophoridae. Inga underarter finns listade i Catalogue of Life.